# Scotospilus plenus
Scotospilus plenus är en spindelart som först beskrevs av Forster 1970.  Scotospilus plenus ingår i släktet Scotospilus och familjen panflöjtsspindlar. Inga underarter finns listade i Catalogue of Life.